# Delage DS
La DS era un'autovettura di fascia alta prodotta tra il 1930 e il 1934 dalla Casa automobilistica francese Delage.

## Profilo
Con il lancio della DS, si volle proporre una sostituta alla Type DR, oramai in listino da qualche anno. La DS si posizionò così alla base della gamma, subito sotto la D6, introdotta in quello stesso anno.

La DS condivideva il telaio con la D6, e fu quindi proposta in due varianti di telaio, con interassi di 3149 e 3289 mm.

Rispetto alla D6, la DS montava un 6 cilindri in linea da 2517 cm³, in grado di erogare una potenza massima di 60 CV a 3500 giri/min. La velocità massima era di circa 110 km/h.

Fu prodotta in 1.070 esemplari fino al 1934. Per rivedere una sua degna sostituta bisognerà aspettare fino al 1936, anno di commercializzazione della Delage DI, nata sotto la nuova gestione Delahaye.